# Kazerne Majoor Blairon
Kazerne Majoor Blairon was een legerkazerne en later opleidingseenheid te Turnhout.

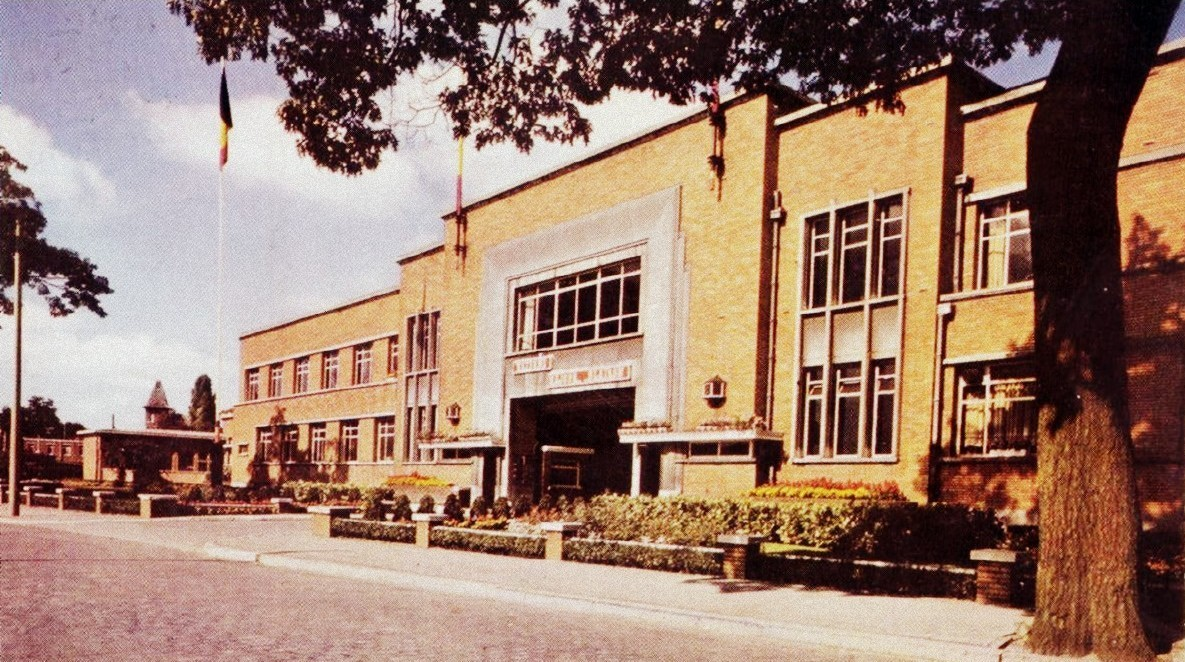
Kwartier Majoor Blairon

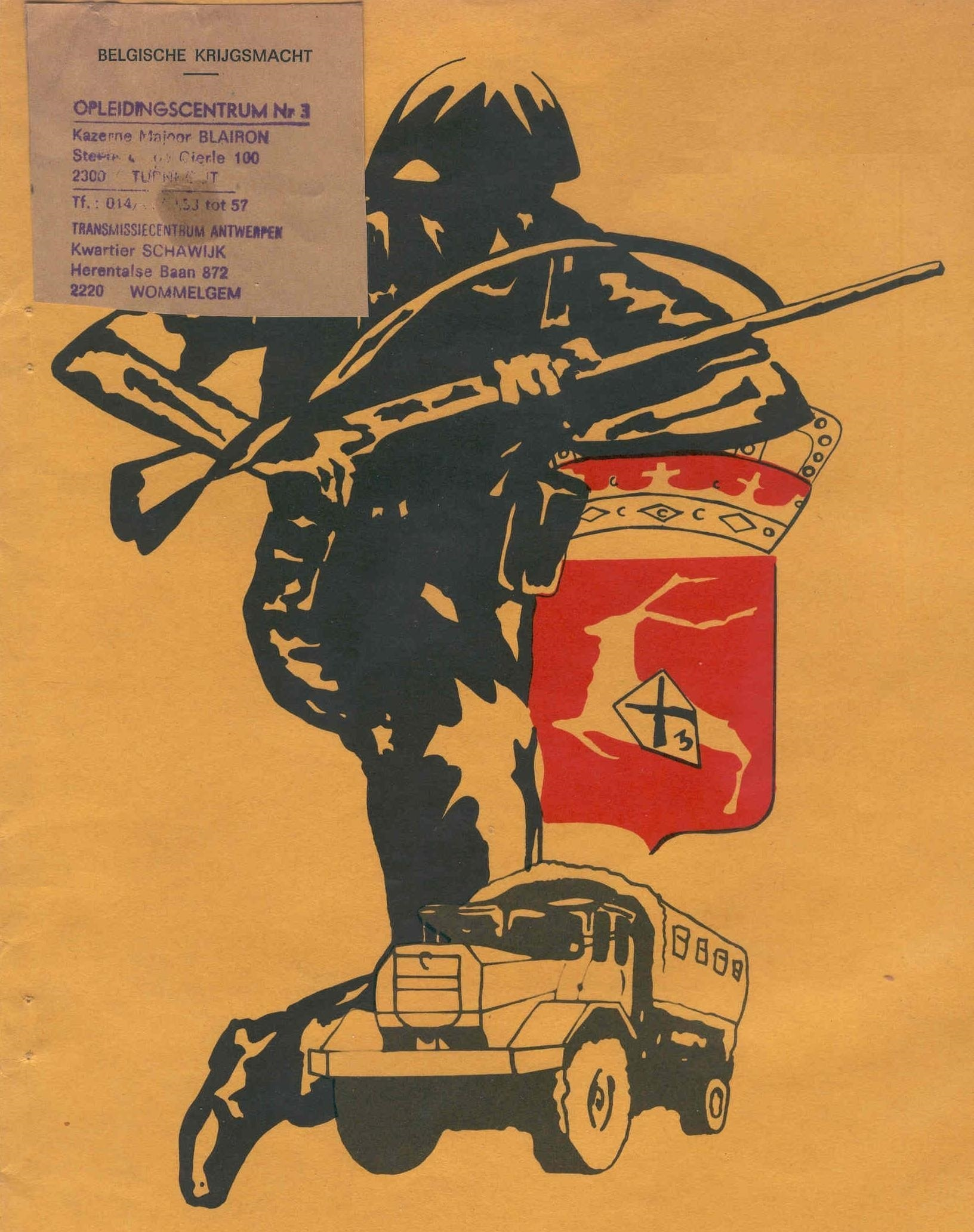
De leuze was Hard maar Hart

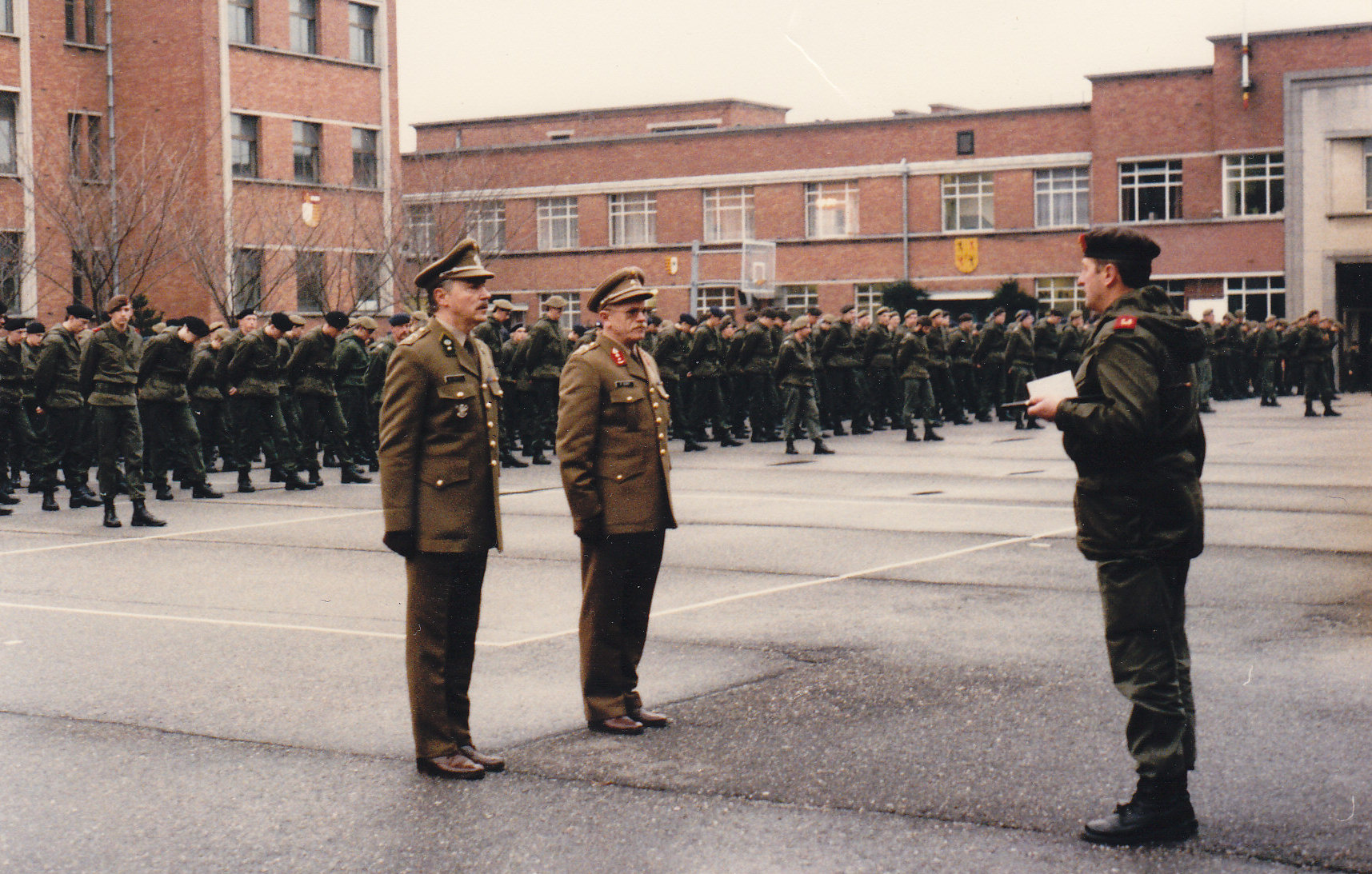
Paradeplein

## Oprichting
Kazerne Majoor Blairon werd gebouwd in 1939 en ingenomen door het 8ste Linie. Ze werd vernoemd naar Majoor Lodewijk Blairon, commandant van het derde bataljon van het 8e Linieregiment, die op 22 oktober 1914 sneuvelde te Oud-Stuivekenskerke.

## Tweede Wereldoorlog
Tijdens de Tweede Wereldoorlog werd de kazerne door Duitse troepen bezet. Vanaf september 1943 tot april 1944 was de 12de SS-Pantserdivisie Hitlerjugend er gelegerd. Er verbleven de 12de SS Panzer-Nachrichten-Abteilung (transmissie), 12de SS Sanitäts-Abteilung (medische dienst) en de staf van de 12 SS Aufklärungsabteilung (verkenners).

## Opleidingscentrum Nr.3
Na de oorlog waren er geallieerde troepen ingekwartierd en in die periode bracht veldmaarschalk Montgomery er een bezoek. Van 1946 tot 1994 deed de kazerne dienst als het Opleidingscentrum Nr.3 beter gekend als OC3. Voor vele dienstplichtigen was het centrum het eerste contact met het leger. Er was ook een rijschool aan verbonden die buiten het centrum lag: FRAC (Formation Rationnelle et Accélérée des Chauffeurs). De militaire oefeningen gingen door op de domeinen Tielenheide en Tielenkamp. In de periode 1946-1994 werden ongeveer 700.000 dienstplichtigen opgeleid.

## Campus Blairon
In 1998 gingen de deuren van de kazerne definitief dicht. Daarna werden de gebouwen aangekocht door de stad Turnhout. Anno 2021 zijn er het stadskantoor, een seminarie- en bedrijvencentrum, een huisartsenwachtpost en twee hogescholen gevestigd. Het centrum kreeg sindsdien de naam Campus Blairon.